# Lista dos partidos políticos de Macau
Não existe nenhum "partido político" na Região Administrativa Especial de Macau da República Popular da China, visto que as organizações locais com fins políticos nunca adoptaram a designação de "partido", preferindo antes a designação de "associação". Uma das razões para este facto prende-se com a ausência de legislação específica que regula a natureza e o funcionamento dos partidos políticos em Macau. 
A existência de associações políticas em Macau é possível porque a liberdade de associação é protegida pela Lei Básica de Macau.
Actualmente, existe um número considerável de associações que apresentam individualmente ou em conjunto (formando uma espécie de coligação) listas de candidatos às eleições para a Assembleia Legislativa de Macau, umas concorrendo por sufrágio directo e outras por sufrágio indirecto. Grande parte das asssociações que vão a votos provêm do sector tradicional (ex: Federação das Associações dos Operários de Macau, União Geral das Associações dos Moradores de Macau ou Kai Fong, etc.), do sector empresarial ou do Jogo (ex: listas encabeçadas por Angela Leong On Kei, Fong Chi Keong, David Chow Kam Fai, Chan Meng Kam, Mak Soi Kun, por membros da Associação Comercial de Macau, etc.) e de determinados grupos profissionais (ex: Associação dos Trabalhadores da Função Pública de Macau, liderada em 2013 por José Maria Pereira Coutinho) ou de grupos de conterrâneos (ex: a Associação dos Cidadãos Unidos de Macau, liderada em 2013 por Chan Meng Kam, está associada à comunidade originária de Fujian; a União de Macau-Guangdong, liderada em 2013 por Mak Soi Kun, está associada à comunidade originária de Jiangmen). Porém, também existem associações políticas com carácter mais ideológico que concorrem a eleições, como por exemplo a Associação Novo Macau Democrático, que é o maior movimento pró-democrático de Macau.

## Lista
- Aliança da Democracia de Sociedade
- Aliança do Povo de Instituição de Macau
- Aliança para Desenvolvimento de Macau
- Aliança Pr'a Mudança
- Acções inovadoras
- Associação de Activismo para a Democracia
- Associação de Promoção de direitos dos cidadãos
- Associação de Promoção do Serviço Social e Educação
- Associação Esforço Juntos para Melhorar a Comunidade
- Associação Novo Macau Democrático
- ADIM
- Associação para Promoção da Democracia, Liberdade, Direitos Humanos e Estado de Direito de Macau (Ideais de Macau)
- Associação União Cultural e Desportiva Excelente
- Comissão Conjunta da Candidatura das Associações de Empregados
- Nova Esperança
- Observatório Cívico
- Poder da Sinergia
- Supervisão pela Classe Baixa
- União Para O Desenvolvimento
- União Promotora para o Progresso
- União de Macau-Guangdong
- União dos Interesses Empresariais de Macau
- União dos Interesses Profissionais de Macau